# Auzea
Auzea is een geslacht van vlinders van de familie Uraniavlinders (Uraniidae), uit de onderfamilie Auzeinae.

## Soorten
- A. apicata Moore, 1867
- A. reticulata Moore, 1888
- A. rufifrontata Walker, 1862